# Reflexivt verb
Ett reflexivt verb är ett verb som uppträder tillsammans med reflexivt pronomen, vilket fyller verbets objektsposition. Som lexikonform används tredje personens reflexiva pronomen, alltså sig, till exempel dumma sig, skynda sig, men även första och andra personens pronomen i reflexiv funktion (det vill säga syftande tillbaka på subjektet) förekommer, till exempel Vi dummade oss, Skynda dig! Trots att objektspositionen är fylld brukar man betrakta dessa verb som intransitiva, eftersom de inte kan ta något ytterligare objekt.
Man kan skilja på fall där verbet uteslutande förekommer tillsammans med reflexivpronomenet (reflexiva tantum), till exempel bete sig, förila sig, och fall där verbet även kan förekomma utan detta pronomen. Inom den senare typen finns fall där det reflexiva och det icke-reflexiva verbet är i stort sett synonyma, till exempel vila / vila sig, skynda / skynda sig, men vanligen är det icke-reflexiva verbet transitivt och har därmed en annan betydelse och valens än den intransitiva reflexiva motsvarigheten, till exempel sätta / sätta sig.
I engelskan kan många verb vara transitiva eller intransitiva, till exempel turn. I många andra språk motsvaras i sådana fall den intransitiva betydelsen av ett reflexivt verb (sv. vända sig). I ryskan används termen reflexiva verb om verb med det påhängda reflexivmorfemet -sja (eller -s'). Även här kan man skilja på reflexiva tantum, till exempel smejat'sja (skratta) och verb med fakultativt reflexivmorfem, till exempel ostanovit' (hejda) / ostanovit'sja (stanna, intr.). I vissa andra språk har reflexivpronomenet ofta enklitisk ställning, till exempel tj. Pavel se myje (P. tvättar sig), fr. On se défend, it. Eppur' si muove (Likväl rör hon sig).